# Rastro (novela)
Rastro (Linger en el original) es una novela para jóvenes de la escritora estadounidense Maggie Stiefvater, publicada en 2010. Es la segunda novela de la trilogía, precedida por Temblor y seguida por Siempre (Forever).
Fue publicada en español por la editorial SM

## Personajes
- Sam: Protagonista de la novela enamorado de Grace.

- Grace: Protagonista de la novela enamorada de Sam.

- Olivia: Mejor amiga de Grace

- Rachel: Amiga de Grace y Olivia

- Jack: Hermano de Isabel, con un destino que preferiría cambiar.
- Isabel: Hermana de Jack.
- Cole: Cantante famoso de un grupo, que es llevado a Mercy Falls por Beck.
- Beck: Licántropo y padre adoptivo de Sam.
- Paul: Licántropo
- Shelby: Licántropa, enamorada de Sam.

- Datos: Q16624374